# Séverin Fredro
Seweryn Fredro, né le 6 décembre 1785 à Nienadowa et mort le 30 juin 1845, est un officier polonais qui a participé aux guerres napoléoniennes.

## Biographie
Issu d'une famille noble, Seweryn Fredro est le fils de Jacek Fredro (pl) et Maria Dembińska, et le frère de Jan Maksymilian Fredro, Aleksander Fredro, Henryk Emilian, Edward et Julian. En 1806, il s'enrôle dans l'armée en tant que lieutenant en second au 2e régiment d'infanterie et en avril 1807, à l'issue de la guerre de la Quatrième Coalition, il est nommé lieutenant au régiment de chevau-légers polonais de la Garde. Il est blessé en Espagne en 1808 avant d'être promu capitaine le 12 mars de la même année. Après Wagram, Fredro est fait chevalier de la Légion d'honneur le 16 août 1809 et même proposé pour l'ordre de la Réunion qui lui est finalement décerné en 1813. Il reçoit également la croix de chevalier de l'ordre de Virtuti Militari le 10 novembre 1810. 
Promu au grade de chef d'escadron le 17 février 1811, il se distingue successivement lors de la campagne de Russie en 1812 et à la bataille de Dresde l'année suivante. Lors du combat de Peterswalde le 17 septembre 1813, à la tête de deux escadrons de lanciers polonais de la Garde, il culbute dans une charge brillante cinq escadrons de hussards prussiens commandés par le fils du général Blücher, ce dernier étant fait prisonnier. En récompense de ce fait d'armes, il est nommé officier de la Légion d'honneur. Capturé lui-même peu après, il quitte l'armée en 1814 et se retire dans son domaine de Nowosiółki en Pologne. Durant l'insurrection de novembre 1830, il fait partie du comité de Lwów pour aider au soulèvement de la Galicie. Il intègre par la suite le Conseil provincial de cette région qu'il finit cependant par quitter et meurt en 1845.

## Distinctions
- Chevalier de l'ordre de la Réunion (1813)
- Chevalier de l'ordre militaire de Virtuti Militari (1810)
- Chevalier de l'ordre national de la Légion d'honneur (1809) puis officier (1813).